# Roman Dumbadse
Roman Dumbadse (georgisch რომან დუმბაძე, russisch Роман Нодарович Думбадзе, Roman Nodarowitsch Dumbadse, * 17. März 1964 in Puschkurauli, Raion Chulo; † 21. Mai 2012 in Moskau) war ein georgischer General.
Roman Dumbadse war General der 25. Batumi Infanteriebrigade der Streitkräfte Georgiens. Nach der Adscharien-Krise 2003 wandte er sich von Micheil Saakaschwili ab und unterstützte Aslan Abaschidse 2004 im Kampf gegen dessen Absetzung. In der Folge wurde Dumbadse zu 17 Jahren Haft wegen Hochverrats verurteilt; 2008 wurde er gegen georgische Kriegsgefangene ausgetauscht und ging nach Moskau ins Exil. 2010 erhielt er die russische Staatsbürgerschaft. 
Am 21. Mai 2012 wurde Dumbadse Opfer eines Drive-by-shootings auf der Rubljow-Chaussee in Moskau. Die zwei Täter schossen von einem Motorrad auf Dumbadse und verletzten ihn tödlich.